# Priwolnyj (rejon kawkazski)
Priwolnyj (ros. Привольный) – chutor w Rosji, w Kraju Krasnodarskim, w rejonie kawkazskim. W 2010 liczył 769 mieszkańców.